# Manolo Oliveros
Manuel Oliveros Martín (Mas de las Matas, Teruel; 1951), más conocido como Manolo Oliveros, es un periodista deportivo español.
Es especialmente conocido por ser el narrador radiofónico de los partidos del Fútbol Club Barcelona, primero en la Cadena SER y, desde agosto de 2010, en la Cadena Cope.

## Trayectoria
Licenciado en Ciencias de la Información, pasó por las redacciones de Radio Juventud en Barcelona y Palma de Mallorca y por Radio Miramar de Barcelona entre 1972 y 1978, cuando llega a Radio Barcelona.
Miembro fundador del espacio deportivo El larguero en la SER, fue redactor de éste desde el primer día y comentarista del Carrusel Deportivo de la misma emisora. Su primera transmisión de un partido internacional fue en 1980, donde el FC Barcelona derrotó al Colonia alemán por un gol a cero, tanto que anotó Quini. Desde entonces ha narrado prácticamente todos los partidos del conjunto catalán en todas las competiciones. 
Informó en el Mundial de Fútbol de 1982 y ha estado acreditado tanto en las ediciones de la Copa Mundial de Fútbol celebradas en 1990, 1994, 1998, 2002, 2006, 2010, 2014 y 2018 como en los Juegos Olímpicos de Barcelona 1992 y las últimas Eurocopas. Ha narrado las finales de la Copa de Europa de 1986, 1992 y 1994; la Recopa de 1989, 1993 y 1997, y todas las finales del Copa del Rey en las que ha participado el FC Barcelona desde 1986. Narró, en exclusiva para toda España a través de la Cadena SER, la final de la Copa Intercontinental de 1992 entre Barcelona y São Paulo en Tokio. En baloncesto, ha narrado la Copa de Europa y la fase final del Mundobasquet 1986 en España.
Actualmente sigue narrando todos los partidos en competición oficial del FC Barcelona en el espacio de la Cadena Cope Tiempo de Juego. Cuando juega contra el Real Madrid C. F. actúa de co-narrador, siendo el principal Manolo Lama. Junto a Helena Condis y Joan Batllori, forma el equipo de redactores enviados especiales en la actualidad futbolística del club catalán. Interviene además en todos los espacios deportivos de la Cadena Cope.